# 阿扎尼亚泛非主义者大会
阿扎尼亚泛非主义者大会（英語：Pan Africanist Congress of Azania，缩写为PAC）是南非的一个泛非主义政党。1959年4月6日成立，分离自南非非洲人国民大会。 该组织第一任主席为罗伯特·索布克韦。该组织主张通过武装斗争来建立非洲人统治，提倡泛非主义。1960年3月被南非政府当局宣布为非法组织。1961年，在莱索托山区建立武装力量“波戈”。1990年，该组织合法化。